# Kelbadžar (rajón)
Kelbadžarský rajón (ázerbájdžánsky: Kəlbəcər rayonu) je jeden ze 66 rajónů (okresů) Ázerbájdžánu. Nachází se na západě země, u hranic s Arménií. Hlavním a největším městem je Kelbadžar. V roce 2020 v rajónu žilo 94 100 obyvatel. V letech 1993-2020 byl pod kontrolou arménských separatistů, kteří vytvořili tzv. republiku Arcach. Během té doby byl značně vylidněn, většina obyvatel utekla do Ázerbájdžánu. Během druhé války o Náhorní Karabach v roce 2020 se oblast dostala zpět pod kontrolu Ázerbájdžánu, ovšem nikoli celá, východní část zůstala v moci Arménů a republiky Arcach (je součástí její provincie Martakert). V rajónu se nacházejí některé vzácné arménské historické památky, například klášter Dadivank nebo klášter Gandzasar. Obyvatelstvo je tradičně zejména kurdské, podle sovětského sčítání lidu z roku 1926 tvořili Kurdové 99,8% obyvatel.